# Altún Ha
Altún Ha és el nom de les ruïnes d'una antiga ciutat maia a Belize, a prop de 50 km al nord de la ciutat de Belize i a 10 km de la costa del mar Carib. Altún Ha és un nom modern en la llengua maia yucatek, que és la traducció del nom del poble de Rockstone Pond (anglés: 'Estany de les pedres'). El nom antic de la ciutat es desconeix.

## Història
Algunes recerques arqueològiques han demostrat que Altún Ha es construí al'entorn de l'any 200 de que coincideix, aproximadament, amb el període clàssic de la història mesoamericana. La major part de les construccions daten dels segle iii al segle x de, quan la ciutat tenia una població d'uns deu mil persones. Al voltant de l'any 900, les tombes de l'elit governant de la ciutat foren profanades, la qual cosa indica una probable revolta interna. Encara que Altún Ha continuà habitada després, mai s'hi tornà a edificar. Abandonada per molts habitants més tard, ressorgeix amb una nova i moderada ocupació al segle xii, abans d'ocoure i només queda un petit poble agrícola.

## Exploracions arqueològiques i redescobriments
El 1961, W.R. Bullard va fer una recerca arqueològica, encarregat pel Royal Ontario Museum, a Baking Pot i San Estevan, i encara que no es van fer excavacions, el lloc va ser anomenat Rockstone Pond. El 1963, l'activitat de les pedreres dels vilatans locals va portar a la recuperació d'un gran penjoll de jade. L'actual comissari d'arqueologia, Hamilton Anderson, va notificar a David M. Pendergast i es va fer un viatge de reconeixement l'any 1963. A partir de 1964, un equip arqueològic dirigit pel Dr. David Pendergast del Royal Ontario Museum va començar àmplies excavacions i restauracions. del jaciment, que va continuar fins al 1970. Hi va haver un total de 40 mesos d'excavació amb una temporada de camp el 1971 d'anàlisis de ceràmica i de laboratori.

## Situacio
Altun Ha és a la plana costanera central-nord de Belize, en una zona tropical seca. El lloc era molt pantanós durant l'ocupació precolombina, amb molt poques fonts d'aigua utilitzables. Actualment, l'única font d'aigua natural és un rierol més enllà del límit nord de la zona cartografiada. Les fonts d'aigua utilitzades durant l'ocupació van ser l'estany Gordon, que és l'embassament principal, i el Camp Aguada, al centre del jaciment. El lloc pot haver contingut dos chultuns, però s'ha perdut la procedència ja que s'utilitzen en els temps moderns.
El jaciment en si consta d'un recinte central format pels grups A i B. Els grups A i B i les zones C, D i E consisteixen en l'àrea nucleada, amb les zones G, J, K, M, N formant part de l'àrea suburbana. El lloc no conté cap estela, que probablement no formaven part dels procediments cerimonials. Hi ha dues calçades registrades, una a la Zona C i una que connecta la Zona E i la Zona F. La calçada de la Zona C no connecta amb cap estructura, però probablement té una relació amb l'Estructura C13, i potser servia per a finalitats cerimonials. L'altra calçada connectava les dues zones on hi havia les fonts d'aigua, i es va construir per motius topogràfics, concretament per travessar zones de terreny pantanós, intransitables sense passarel·les elevats.